# Gerichtsbezirk Časlau
Der Gerichtsbezirk Časlau (auch: Tschaslau oder Czaslau, tschechisch: soudní okres Čáslav) war ein dem Bezirksgericht Časlau unterstehender Gerichtsbezirk im Kronland Böhmen. Er umfasste Gebiete in Mittelböhmen im Okres Kutná Hora. Zentrum des Gerichtsbezirks war die Stadt Časlau (Čáslav). Das Gebiet gehörte seit 1918 zur neu gegründeten Tschechoslowakei und ist seit 1991 Teil der Tschechischen Republik.

## Geschichte
Die ursprüngliche Patrimonialgerichtsbarkeit wurde im Kaisertum Österreich nach den Revolutionsjahren 1848/49 aufgehoben. An ihre Stelle traten die Bezirks-, Landes- und Oberlandesgerichte, die nach den Grundzüge des Justizministers geplant und deren Schaffung am 6. Juli 1849 von Kaiser Franz Joseph I. genehmigt wurde. Der Gerichtsbezirk Časlau gehörte zunächst zum Kreis Časlau und umfasste 1854 90 Katastralgemeinden. Der Gerichtsbezirk Časlau bildete im Zuge der Trennung der politischen von der judikativen Verwaltung ab 1868 gemeinsam mit dem Gerichtsbezirk Habern (Habry) den Bezirk Časlau.
Im Gerichtsbezirk Časlau lebten 1869 43.170 Menschen, 1900 waren es 47.461 Personen. Der Gerichtsbezirk Časlau wies 1910 eine Bevölkerung von 47.552 Personen auf, von denen 222 Deutsch und 47.258 Tschechisch als Umgangssprache angaben. Im Gerichtsbezirk lebten zudem 72 Anderssprachige oder Staatsfremde.
Durch die Grenzbestimmungen des am 10. September 1919 abgeschlossenen Vertrages von Saint-Germain kam der Gerichtsbezirk Časlau vollständig zur neugegründeten Tschechoslowakei, wobei die Gerichtseinteilung bis 1938 im Wesentlichen bestehen blieb. Nach dem Münchner Abkommen wurde das Gebiet dem Protektorat Böhmen und Mähren zugeschlagen und wurde nach dem Zweiten Weltkrieg Teil des Okres Kutná Hora, zu dem es bis heute gehört. Nachdem die Bezirksbehörden im Zuge einer Verwaltungsreform 2003 ihre Verwaltungskompetenzen verloren, werden diese von den Gemeinden bzw. dem Středočeský kraj wahrgenommen, zu dem das Gebiet um Čáslav seit Beginn des 21. Jahrhunderts mit anderen Bezirken zusammengefasst wurde.

## Gerichtssprengel
Der Gerichtssprengel umfasste 1910 die 75 Gemeinden Bílé Podolí (Weißpodol), Biskupice (Biskupitz), Bojmany (Bojman), Bousov (Bousow), Bračice (Bračitz), Březi (Březi), Bukovina (Bukowina), Čáslav (Časlau), Čejkovice (Čejkowitz), Chlum (Chlum), Chotusice (Chotusitz), Damírov (Damirow), Dobrovítov (Dobrowitow), Dolní Bučice (Unterbučitz), Drobovice (Drobowitz), Horka (Horka), Horní Bučice (Oberbučitz), Horušice (Horuschitz), Hošťalovice (Hošťalowitz), Hostkovice (Hoskowitz), Hostovlice (Hostaulitz), Hraběšín (Hrabeschin), Klucké Chválovice (Kluker Chwalowitz), Kluky (Kluk), Kněžice (Kněžitz), Kozohlody (Kozohlod), Kraskov (Kaskow), Krchlebská Lhota (Lhota Krchleb), Krchleby (Krchleb), Licoměřice (Licoměřitz), Lipovec (Lipowetz), Litošice (Litoschitz), Lohov (Lohow), Loučice (Loučitz), Míčov (Mičow), Mladotice (Mladotitz), Močovice (Močowitz), Morašice (Moraschitz), Moravany (Morawan), Nová Lhota (Neulhota), Opatovice (Opatowitz), Pařížov (Pařižow), Podhořany (Podhořan), Podmoky (Podmok), Potěhy (Potěch), Přibyslavice (Přibislawitz), Rohozec (Rohosetz), Ronov nad Doubravou (Ronow an der Doubrawa), Sauňov (Sauňow), Schořov (Schořow), Sebestenice (Sebestenitz), Semtěš (Semtsch), Skoranov (Skoranow), Sobolusky (Sobolusk), Starkoč (Starkoč), Sulovice (Sulowitz), Třebonín (Třebonin), Třemošnice (Třemoschnitz), Tupadly (Tupadl), Turkovice (Turkowitz), Vinaře (Winař), Vlačice (Wlačitz), Vodranty (Wodrant), Volšany (Wolschan), Vrdy (Wrdy), Žáky (Žak), Zařičany (Zařičan), Závratec (Zawratetz), Zbudovice (Zbudowitz), Zbyslav (Zbyslau), Zbýšov (Zbeischow), Zehuby (Zehub), Žehušice (Sehuschitz), Žlebské Chválovice (Žleber Chwalowitz) und Žleby (Žleb).